# Cratere Einstein
Einstein è un grande cratere lunare di 181,47 km situato nella parte nord-occidentale della faccia visibile della Luna. A causa della sua posizione, è difficile osservarlo dalla Terra. La visibilità di questo cratere dipende dagli effetti della librazione lunare, ma anche nelle migliori condizioni non sono osservabili molti dettagli. I crateri vicini sono: Moseley a nord, Dalton sul bordo orientale, Vasco da Gama a sudest e Bohr a sud-sudest. La Vallis Bohr è visibile a sud.
Il bordo esterno è stato quasi completamente cancellato da una moltitudine di piccoli impatti. Solo lungo la parete orientale, dove si unisce al cratere Dalton, è presente un bordo significativo. Al centro del letto del cratere è presente Einstein A, un cratere che presenta le pareti interne terrazzate e un picco centrale. Il terreno livellato esterno si espande all'interno del cratere, coprendo più di metà del diametro. Sono anche presenti diversi crateri più piccoli, ma nella parte sudovest della superficie è relativamente piatta.
Il cratere è dedicato al fisico tedesco, naturalizzato statunitense Albert Einstein. Prima della standardizzazione dei nomi ad opera dell'IAU, questo cratere nella mappatura operata da Hugh Percy Wilkins si chiamava Caramuel, in onore di Juan Caramuel y Lobkowitz.

## Crateri correlati
Alcuni crateri minori situati in prossimità di Einstein sono convenzionalmente identificati, sulle mappe lunari, attraverso una lettera associata al nome.
| Einstein | Coordinate            | Diametro (in km) |
| -------- | --------------------- | ---------------- |
| A        | 16°41′24″N 88°15′00″W | 50,48            |
| R        | 13°49′48″N 91°52′48″W | 19,84            |
| S        | 15°06′00″N 91°40′12″W | 19,63            |